# Psigida
Psigida este un gen de molii din familia Saturniidae. 

## Specii
- Psigida basalis (Michener, 1952)
- Psigida walkeri (Grote, 1867)